# Tour du Prince Noir
La tour du Prince Noir était une tour de forme octogonale et d'environ 16 mètres de haut, construite au XIVe siècle  sur le plateau de Cordouan pour guider les navires à l'entrée de l'estuaire de la Gironde. Elle disparut environ deux siècles plus tard lorsque fut construit le phare de Cordouan, encore présent au XXIe siècle.

## Histoire
La tour, dont l'objet est de faciliter la circulation des navires à l'entrée de l'estuaire de la Gironde, est édifiée au XIVe siècle à sept kilomètres en mer sur le plateau de Cordouan, à l'embouchure de l'estuaire de la Gironde, par le Prince Noir (Édouard de Woodstock), prince de Galles et d'Aquitaine, fils aîné du roi Édouard III d'Angleterre, qui gouverne la Guyenne de 1362 à 1371.
Des ermites logés dans les dépendances de la chapelle attenante, dédiée à Notre-Dame de Cordouan, sont chargés de maintenir un feu au sommet de la tour. Des documents anciens attestent de la présence effective d'un feu sur Cordouan tout au long du XVe siècle, mais celui-ci n'est pas maintenu pendant la totalité du XVIe siècle. En effet, en 1580, l'état de la tour est tellement dégradé que les ermites refusent de continuer à entretenir le feu ; il s'ensuit que les naufrages deviennent plus fréquents : le maréchal de Matignon, gouverneur de Guyenne, se préoccupe à son tour de la sécurité de la navigation dans l'estuaire et le signale au roi Henri III. Le 2 mars 1584, en présence de son ami Michel de Montaigne, maire de Bordeaux, il passe commande du phare de Cordouan à Louis de Foix, ingénieur-architecte,. Le nouvel ouvrage, qualifié d'« œuvre royale », doit dès lors remplacer la tour du Prince Noir sur le plateau de Cordouan.
Lorsque commence la construction du nouveau phare, la tour du Prince Noir est déjà en mauvais état. Vingt-sept ans plus tard, en 1611, quand les travaux sont achevés par Pierre (ou François) Beuscher, le conducteur de travaux de Louis de Foix (mort vers 1602), ce qui reste de la tour est détruit et emporté par la mer, car les dispositifs édifiés par Louis de Foix dans le but de protéger chantier et ouvriers sont retirés.

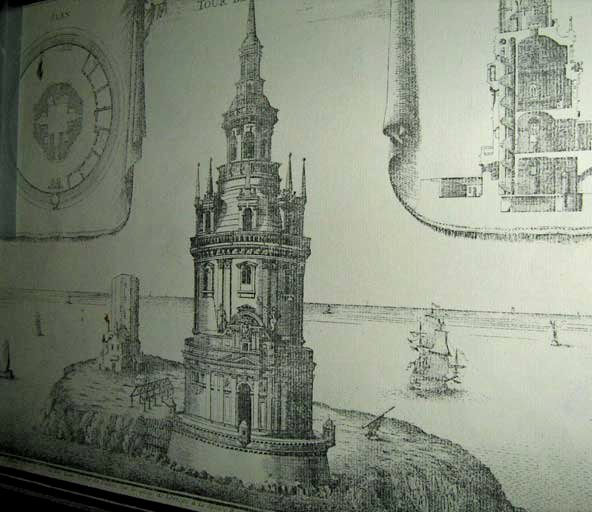
L'îlot de Cordouan après l'édification du phare de Cordouan, vers 1611, avec sur la gauche la tour du Prince Noir et sa chapelle attenante.
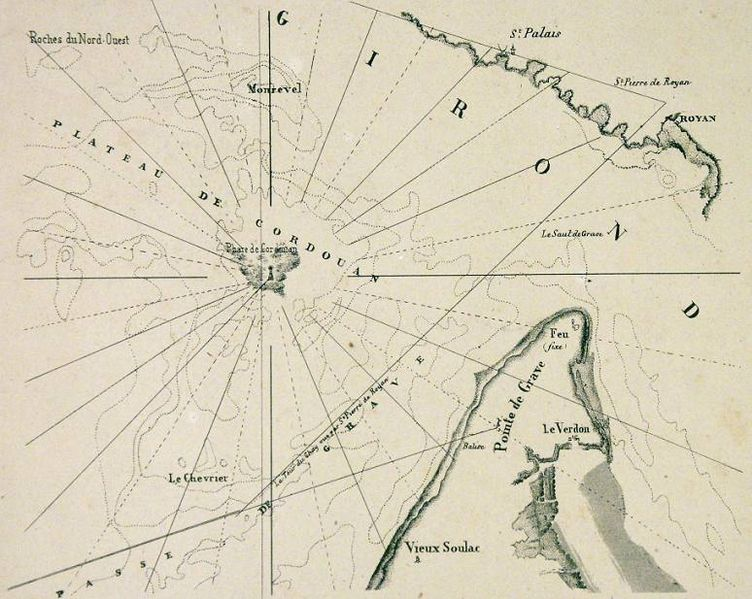
Carte de situation du plateau de Cordouan au XVIIe siècle, à l'embouchure de l'estuaire de la Gironde.